# Рикардо Молинари
Рикардо Молинари (на испански: Ricardo Eufemio Molinari; 23 март 1898 г., Буенос Айрес – 31 юли 1996 г., Буенос Айрес) е един от най-бележитите и награждавани аржентински поети, близък до писателската група „Флорида“ или „Мартин Фиеро“ (тя е кръстена на героя от едноименната национална епическа поема от Хосе Ернандес и част от нея са Хорхе Луис Борхес, Оливерио Хирондо, Рикардо Гуиралдес, Леополдо Маречал, Нора Ланхе и др.).
Молинари започва своята писателска кариера още през 1927 г., с публикуването на стихосбирката „Зографът“. Известно време живее в Испания, където се сприятелява с представителите на прочутото Поколение на 27-а Федерико Гарсия Лорка, Рафаел Алберти, Херардо Диего и Мануел Алтолагире.
Въпреки пътуванията си, той води уединен живот на чиновник в библиотеката на аржентинския конгрес и някои други държавни постове до своето пенсиониране. Подобно на Уилям Блейк, той се занимава с дърворезба, избягва всякаква публичност и остава непознат извън родината си, въпреки че в нея е високо ценен.
Характерно за неговото творчество е съчетаването на по-строга форма с експериментална образност. Наситеният с метафори стих поставя главно метафизични въпроси, а отговорите се оказват затворени в характерните за Аржентина картини, в които неотделимо се преплитат животът и смъртта.
Творчеството му обхваща над 70 книги, сред които най-известни са: „Подслон за розата и карамфила“ (1933); „Утринни светове“ (1943); „Тъмната роза на въздуха“ (1949); „Единна нощ“ (1957); „Небе на лястовици и чайки“ (1963); „Съсъд“ (1973); „Фризът“ (1977). Голяма част от творчеството му е събрана в антологията „Сенки на опалена птица“ (1975). През 1957 г. бива удостоен с Националната награда на Аржентина за литература.

## Награди
- 1933. Hostería de la rosa y el clavel (Primer Premio Municipal)
- 1957. Unida noche (Primer Premio Nacional)
- 1963. El cielo de las alondras y las gaviotas (Premio John F. Kennedy)
- 1969. Gran Premio de Honor de la Sociedad Argentina de Escritores
- 1970. La hoguera transparente (Premio Santa Fe a la Ciencia, Artes y Letras)
- 1976. Gran Premio de Honor de la Fundación Argentina para la Poesía
- 1977. La cornisa (Premio de la Fundación Lorenzutti)
- 1980. Pluma de Honor del PEN Club de la Argentina
- 1984. Premio Konex de Platino
- 1986. Gran Premio del Fondo Nacional de las Artes
- 1992. Gran Premio Consagración Internacional

## Избрани произведения
- El Imaginero, 1927
- Hostería de la rosa y el clavel, 1933
- Una rosa para Stefan George, 1934
- El Tabernáculo, 1937
- La tierra y el héroe, 1939
- La corona, 1939
- El alejado, 1943
- Mundos de la madrugada, 1943
- El huésped y la melancolía, 1946
- Esta rosa oscura del aire, 1949
- Días donde la tarde es un pájaro, 1954
- Cinco canciones a una paloma que es el alma, 1955
- Oda a la pampa, 1956
- Un día, el tiempo y las nubes, 1964
- La hoguera transparente, 1970
- La Escudilla, 1973
- Las sombras del pájaro tostado, 1975